# بخش بروتور، شهرستان سنت لوئیس، مینه سوتا
بخش بروتور (به انگلیسی: Brevator Township) یک منطقهٔ مسکونی در ایالات متحده آمریکا است که در شهرستان سنت لوئیس، مینه‌سوتا واقع شده‌است.
 بخش بروتور ۹۲٫۴ کیلومتر مربع مساحت و ۱٬۲۶۹ نفر جمعیت دارد و ۳۷۳ متر بالاتر از سطح دریا واقع شده‌است.